# Drążek skrętny
Drążek skrętny (wałek skrętny) – element sprężysty w postaci pręta, rury lub wiązki płaskowników, których jeden koniec jest unieruchomiony w ramie lub w elementach nośnych nadwozia, a drugi wykonuje ruchy skrętne. Ruchy pionowe koła powodują przemieszczanie kątowe wahacza i skręcanie drążka. Drążki te stosuje się w niezależnych zawieszeniach samochodów osobowych lub terenowych oraz pojazdów bojowych, zwłaszcza czołgów. Drążki skrętne przechodzą przez całą szerokość pojazdu (wojskowe pojazdy opancerzone) lub do połowy szerokości pojazdu (np. samochody osobowe), a ich zamocowanie na drugim końcu umożliwia regulację wysokości pojazdu (prześwitu).